# آرثر جارفيس
آرثر جارفيس (بالإنجليزية: Arthur Jarvis)‏ هو طيار بطل كندي، ولد في 30 نوفمبر 1894 في غريتر ناباني في كندا، وتوفي في 20 يناير 1969.